# Bruno von Mudra
Karl Bruno Julius Mudra, von Mudra à partir de 1913, est né le 1er avril 1851 et décédé le 21 novembre 1931, est un général allemand de la Deutsches Heer. Il participe en tant que lieutenant à la guerre franco-prussienne de 1870. Au cours de ses années de services, il se spécialise dans le génie. Il devient gouverneur de Metz en 1910. Au déclenchement de la Première Guerre mondiale, il est à la tête du 16e corps d'armée. Il combat durant la fin de l'année 1914 jusqu'en mai 1916 en Argonne. Il commande ensuite les 8e, 1re et 17e armées.

## Biographie

### Début de carrière
Mudra est le fils d'un maître charpentier, étant un excellent élève, il peut profiter d'un enseignement supérieur. Il obtient son Abitur en 1870 et s'engage dans le corps du génie (de) de l'armée prussienne. Il fait une carrière classique d'officier d'état-major. En 1887, Mudra devient le commandant du bataillon de pionniers de la Garde . En 1888, il obtient un poste au ministère prussien de la Guerre dans la section forteresse et pionniers. Le 16 juillet 1891, il est promu major. Le 14 septembre 1894, il obtient le commandement du 7e bataillon de pionniers de Cologne. Il est promu chef d'état-major en 1899 du corps des ingénieurs et des pionniers. Le 18 avril 1903, il devient inspecteur en second des fortifications de Mayence et est promu Général major. En 1907, il est nommé lieutenant général et prend le commandement de la 39e division d'infanterie. Le 22 mars 1910, Mudra obtient le poste de gouverneur de Metz, une des places fortes stratégiques des plus importantes pour l'Empire allemand. Bruno Mudra est nommé chef du corps des ingénieurs et pionniers et des forteresses le 5 janvier 1911. Anobli en 1913, le Général der Infanterie von Mudra est nommé commandant général du 16e corps d'armée dont le siège est à Metz, au Palais du Gouverneur.

### Première Guerre mondiale
Lorsque la guerre éclate, Mudra commande toujours le XVIe corps d'armée qui s'intègre à la 5e armée. Au début du conflit, il pénètre en France se dirige entre Meuse et l'Argonne pour combattre la 3e armée française. Après le repli de la Ve armée allemande, le XVIe corps d'armée est chargé de réaliser la liaison entre la Ve et la IVe armée allemande en s'emparant du massif de l'Argonne. Mudra, avec sa formation de pionnier, organise défensivement le massif de l'Argonne et décide de réaliser de nombreuses attaques locales très meurtrières pour repousser les troupes françaises et menacer la ligne de chemin de fer reliant Verdun à Paris. Du mois de septembre 1914 jusqu'au 22 octobre 1916, Mudra utilise les ressources de la place forte de Metz pour organiser le terrain et utilise pour la première fois de façon massive les tirs de mortiers, les lance-flammes. À partir de mars 1916, il est chargé de la coordination des attaques allemandes sur la rive gauche de la Meuse lors de la bataille de Verdun.
Le 22 décembre 1916, Bruno von Mudra prend donc la tête de la VIIIe armée allemande sur le front de l'Est en remplacement de Max von Fabeck. Le 7 janvier 1917, il est à nouveau rappelé sur le front de l'Ouest et commande, jusqu'au 18 juin 1916, l'Armée-Abteilung A qui tient le front d'Alsace. Il prend le commandement de 1re armée en juin 1918, puis dirige la 17e armée en octobre 1918 sur le front de Belgique. Le 3 août 1918 Mudra est nommé « À la suite » du 145e régiment d'infanterie (Königs-Infanterie-Regiment (6. Lothringisches)).
Après la démission de Ludendorff à la fin du mois d'octobre 1918, les généraux von Mudra et von Gallwitz deviennent les nouveaux commandants des armées allemandes. Ils se déplacent à Berlin où ils défendent avec véhémence devant le cabinet de guerre du Kaiser la poursuite de l'effort de guerre de l'Allemagne. Mudra suggère même d'armer l'ensemble de la population allemande. Le cabinet décide ne pas tenir compte des avis proposés par les deux militaires. Le 7 janvier 1919, Mudra quitte l'armée et prend sa retraite.

### Après-guerre
Après la guerre, Mudra vit à Wiesbaden. Il est présent quand les autorités françaises d'occupation le retiennent du 21 au 24 mars 1923 pour des motivations politiques avant son expulsion de la zone contrôlée par les troupes françaises. Il déménage à Schwerin et rejoint le Parti national du peuple allemand. Il est défenseur de la théorie du coup de poignard dans le dos, il préconise un nouveau « conflit armé » contre « l'Occident pour un règlement armé définitif avec les ennemis héréditaires ». Mudra meurt le 21 novembre 1931, il est enterré sous un gros rocher (Mudrastein) dans une forêt à Raben Steinfeld près de Schwerin. Le 28 août 1932, une plaque en son honneur est déposée. En mai 2001, le monument est restauré.

## Honneurs et distinctions
- Croix de fer (1870).
- 13 janvier 1915 :  Croix Pour le Mérite (avec feuilles de chêne le 17 octobre 1916).

En hommage posthume à Bruno von Mudra, plusieurs casernes allemandes sont baptisées en son honneur.